# Wędrówki z jaskiniowcami
Wędrówki z jaskiniowcami – czteroodcinkowy serial dokumentalny wyprodukowany przez BBC Opowiada on o ewolucji człowieka. Wbrew pozorom serial nie jest kontynuacją serii Wędrówki z bestiami, gdyż wszystkie części filmu dzieją się mniej więcej w tym samym czasie co ostatnie odcinki serii Wędrówki z bestiami, a nawet występują w nich te same zwierzęta. Cykl ten różni się formatem od innych seriali z serii Wędrówki z ...
Zamiast niewidzialnego narratora, mamy tu człowieka, który dzięki technice przenosi
się w przeszłość do czasów tytułowych jaskiniowców.

## First Ancestors
- Miejsce akcji: 3,2 mln lat temu Tanzania
- Zwierzęta:
- Australopithecus afarensis
- Ancylotherium
- Deinotherium
- Crocodylus thorbjarnarsoni ("zagrany" przez krokodyla)
- ważka
- ptaki
- orzeł czarny
- nosorożec biały
- chrząszcz

## Blood Brothers
- Miejsce akcji: Afryka, 3 mln lat temu
- Zwierzęta:
- Homo habilis
- Paranthropus boisei
- Homo rudolfensis
- Ancylotherium
- Deinotherium
- Dinofelis
- lew
- krokodyl
- impala
- eland
- termity
- nosorożec czarny
- sęp
- wąż
- żuki gnojarze

## Savage Family
- Miejsce akcji: Afryka Południowa i Chiny, 1,5 mln i 500 tys. lat temu
- Zwierzęta:
- Homo ergaster
- Homo erectus
- Gigantopithecus
- słoń afrykański
- pawian
- żyrafa
- jaskółka
- sęp
- pająki
- gnu
- tarantula

## Survivors
- Miejsce akcji: Europa i Afryka, 500 tys., 200 tys. i 150 tys. lat temu

- Zwierzęta:
- Homo heidelbergensis
- Homo neanderthalensis
- Homo sapiens
- jeleń olbrzymi
- mamut włochaty
- królik